# Ruch antyaborcyjny
Ruch antyaborcyjny, również z angielskiego pro-life (dosł. „za życiem”) – ogół ruchów społecznych i organizacji prowadzących działalność edukacyjną, wychowawczą i naukową w obronie życia człowieka od poczęcia do naturalnej śmierci, przeciwstawiających się zwłaszcza aborcji i eutanazji oraz in vitro.
Według szeregu źródeł angielskojęzycznych jest to „ruch społeczny, którego celem jest uniemożliwienie kobietom dostępu do legalnej aborcji i rekryminalizacja tej procedury”, a „ludzie, którzy są pro-life uważają, że kobiety nie mają prawa decydować o tym, czy chcą urodzić dziecko, które poczęły, czy nie, oraz że aborcja w większości lub we wszystkich okolicznościach jest zła”.
Według Ewy Kowalewskiej, prezes Forum Kobiet Polskich, przedstawicielki organizacji pro-life Human Life International – Polska działania pro-life to m.in. pomoc samotnym, porzuconym matkom i ich poczętym dzieciom i ludziom słabym i chorym, oraz wsparcie rodzin, aby mogły wypełniać swoją rolę oraz wszechstronna edukacja. Według Kowalewskiej polscy obrońcy życia zawsze podkreślali, że nie są „anty”, ale „za” – za życiem, za tradycyjną i silną rodziną oraz za pozytywnym, racjonalnym wychowaniem prorodzinnym, które formuje postawy „za życiem”. Organizacje pro-life twierdzą, że udzielają pomocy m.in. rodzinom wielodzietnym, dysfunkcyjnym oraz rodzicom samotnie wychowującym dzieci, usiłują też oddziaływać na ustawodawstwo dotyczące takich kwestii jak: aborcja, eutanazja, klonowanie, in vitro czy stosowanie kary śmierci.
Jedną z najbardziej znanych działaczek ruchu jest Gianna Jessen, która przeżyła mimo próby przeprowadzenia na niej aborcji. Aktywistką pro-life jest także Abby Johnson, była dyrektor jednej z klinik aborcyjnych Planned Parenthood w USA. W oparciu o jej historię powstał film Nieplanowane. W Polsce najbardziej znaną aktywistką pro-life jest Kaja Godek.
Środowiska pro-life przedstawiają przeciwne postulaty do ruchów pro-choice.

## Terminologia
Podobnie jak wiele innych terminów używanych przez uczestników debaty aborcyjnej, także rozróżnienie na ruchy pro-choice i pro-life ma cele propagandowe: pierwsza nazwa odwołuje się do prawa do wolności, druga do prawa do życia. Mogą być jednak odbierane także jako sugestia, że druga strona sporu jest danym wartościom przeciwna („anti-choice”, „anti-life”).
Rozróżnienia na ruchy pro-life i pro-choice wśród obywateli państw, gdzie toczy się debata publiczna na tematy związane z aborcją, rzadko kiedy są jasne: przykładowo w sondażu dla amerykańskiego Public Religion Research Institute 70 proc. obywateli USA określiło siebie jako „pro-choice”, a jednocześnie niemal dwie trzecie jako „pro-life”. Jednocześnie respondenci zauważyli, że sam fakt opowiedzenia się po którejś ze stron sporu może być społecznie stygmatyzujący.
Z powodu problemów terminologicznych wiele redakcji i agencji prasowych sugeruje używanie bardziej neutralnych bądź opisowych terminów na określenie stron sporu o prawo do aborcji. Przykładowo Associated Press sugeruje w swoim podręczniku stylu użycie terminów ruch bądź działacz na rzecz prawa do aborcji i przeciwko aborcji (ang. abortion rights i anti-abortion).

## Podstawy światopoglądowe i filozoficzne
Środowiska określane jako pro-life odwołują się m.in. do:
- tego, że życie człowieka rozpoczyna się w momencie poczęcia[16][17];
- interpretacji międzynarodowych aktów prawnych (gwarantujących – jak Powszechna Deklaracja Praw Człowieka czy Konwencja o Prawach Dziecka – prawo do życia każdemu człowiekowi) jako odnoszących się także do dzieci nienarodzonych;
- prawa naturalnego;
- wartości humanistycznych (o bezwzględnym szacunku dla życia człowieka w każdej jego fazie, głoszonych m.in. przez Jana Pawła II, Matkę Teresę z Kalkuty, Mahatmę Gandhiego czy Ernesto Cofiño);
- publikacji naukowych opisujących negatywny wpływ aborcji na zdrowie psychiczne[18][19].

## Aktywność ruchu pro-life

### Na świecie
- W 2017 roku Frank Stephens, amerykański aktor dotknięty zespołem Downa i członek Global Down Syndrome Foundation, przed Kongresem Stanów Zjednoczonych bronił znaczenia osób z zespołem Downa i argumentował, że przerywanie ciąż z powodu wystąpienia tego zespołu jest niemoralne[20]. Podkreślał: Czegokolwiek się dzisiaj dowiecie, proszę, zapamiętajcie to: jestem człowiekiem z zespołem Downa i moje życie jest warte życia[21][22].
- W Ameryce działa organizacja Pro-Life Alliance of Gays and Lesbians skupiająca osoby LGBTQ+ będące przeciw aborcjom[23].
- W 2009 roku powstała organizacja Secular Pro-Life, która prowadzi działania z perspektywy niezwiązanej z religią i ma na celu stworzenie w ruchu pro-life przestrzeni dla m.in. ateistów i agnostyków[24].
- W 2013 roku fundacja CitizenGO narodziła się w Hiszpanii po stowarzyszeniu HazteOir, które z kolei zostało założone w 2001 roku przez Ignacio Arsuaga Rato[25]. Jest organizacją promującą udział obywateli w sprawach społecznych i procesach politycznych związanych z ochroną życia[26], rodziny[27][28] i wolności[29].

#### Akcja bezpośrednia i terroryzm
Od lat 80. XX wieku niektórzy członkowie tego ruchu prowadzili działania w postaci malowania haseł na ścianach klinik aborcyjnych, wybijania w nich okien lub podpalania. Od lat 1990 radykalni przeciwnicy aborcji dokonywali zamachów na kliniki aborcyjne, oraz atakowali ginekologów odpowiedzialnych za dokonywanie aborcji. Część z osób stosujących metody akcji bezpośredniej przynależy do nieformalnego ruchu Armia Boga. Znani działacze ruchu antyaborcyjnego, którzy stosowali przemoc przeciwko aborterom to m.in. Shelley Shannon, Paul Jennings Hill i Eric Rudolph.

### W Polsce

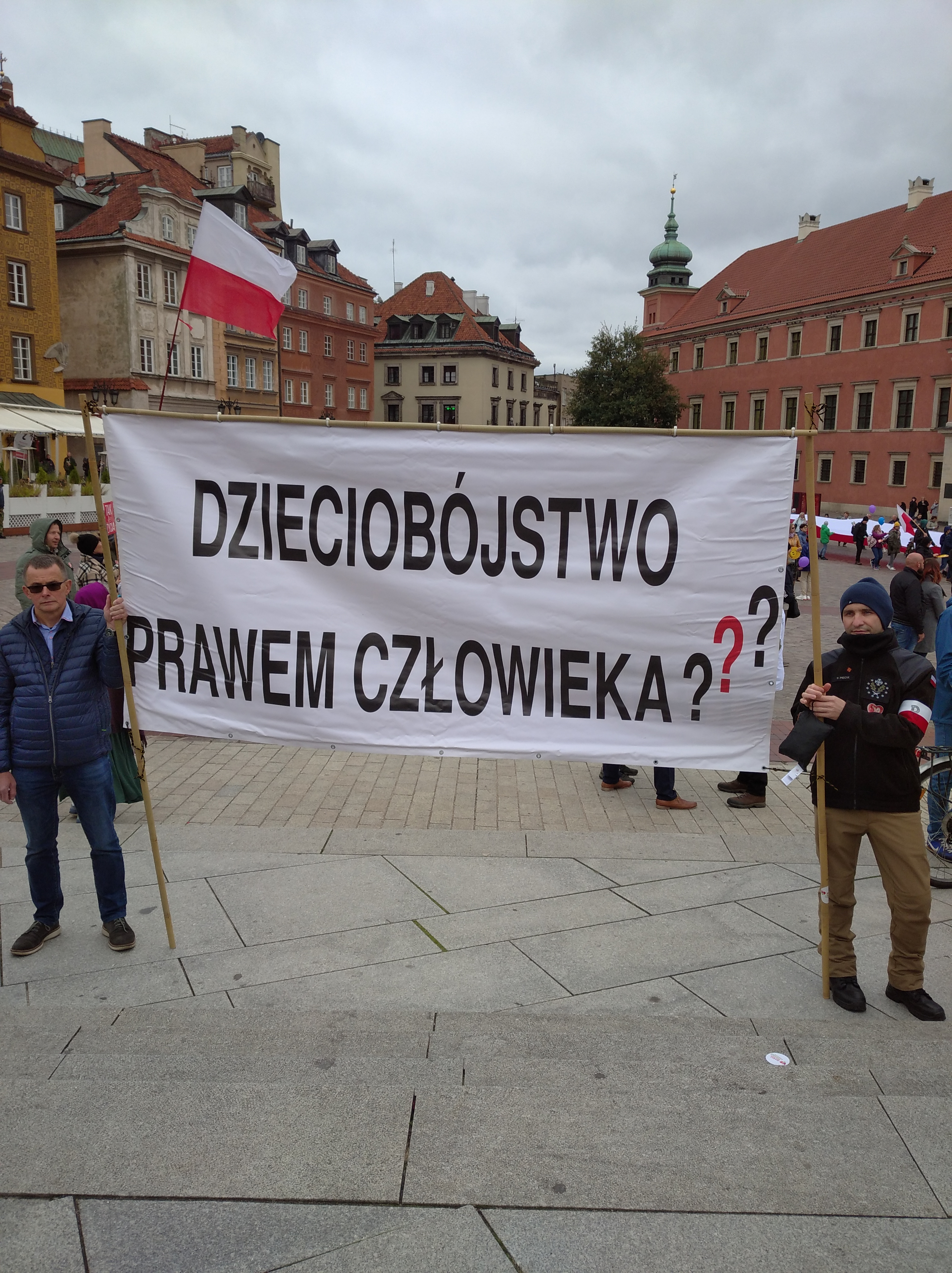
Uczestnicy Narodowego Marszu Życia i Rodziny w Warszawie, 19 września 2021.

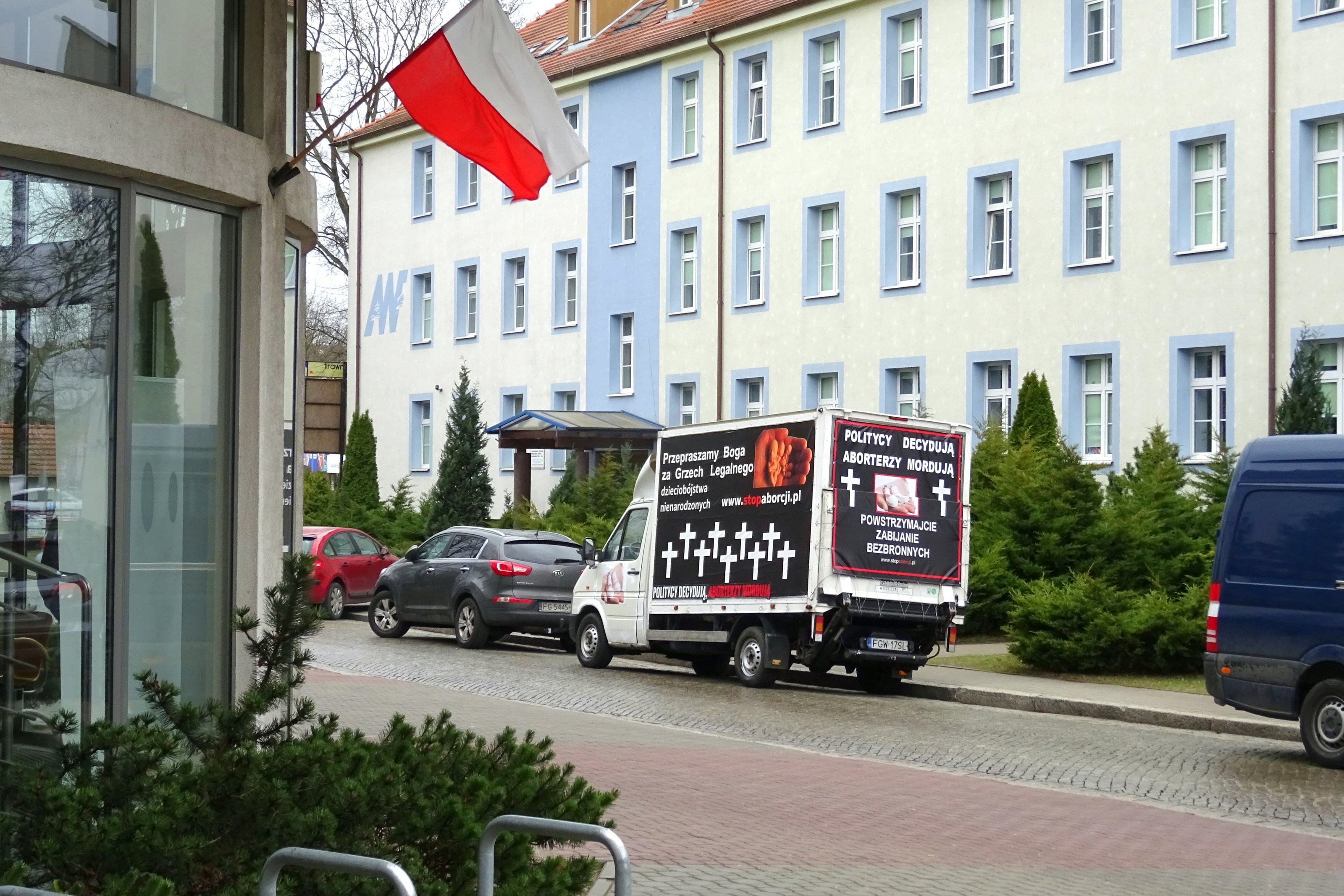
„Dzień Kobiet”. Furgonetka oklejona hasłami parkuje przed akademikiem (Gorzów Wielkopolski, 8 marca 2019).

- Największy w Polsce Marsz dla Życia organizowany corocznie w Szczecinie[38];
- Działalność Fundacji Małych Stópek, która od 2007 roku, na szeroką skalę, edukuje w zakresie rozwoju prenatalnego, a także wspomaga Domy Samotnej Matki oraz kobiety, które mimo przeszkód postanowiły urodzić dziecko[39];
- Marsz dla Życia i Rodziny organizowany od 2006 roku przez środowiska pro-life w Warszawie i innych miastach Polski, który promuje postawy prorodzinne oraz poszanowanie dla życia każdej osoby, od poczęcia do naturalnej śmierci;
- Pikiety antyaborcyjne organizowane regularnie przez Fundację Pro – prawo do życia[40];
- Narodowy Dzień Życia obchodzony w Polsce corocznie 24 marca. Jest to święto uchwalone przez Sejm w 2004 roku. Dzień ten ma skłaniać do refleksji nad odpowiedzialnością za ochronę i budowanie szacunku dla życia;
- Coroczna pielgrzymka polskich obrońców życia na Jasną Górę[41], organizowana 21 marca;
- Pomoc świadczona przez grupę Kananejka działającą na rzecz ochrony życia i wsparcia dla kobiet[42];
- I Marsz dla Życia w Poznaniu, który 1 marca 2009 roku przeszedł ulicami miasta. Marsz zorganizowała młodzież skupiona wokół Duszpasterstwa Akademickiego – Inicjatywa Marsz dla Życia oraz młodzieżowe stowarzyszenie pro-life – „Studenci za Życiem”[43]. W marszu wzięło udział ponad 1500 osób[44];
- II Marsz dla życia w Poznaniu, który 5 kwietnia 2009 przeszedł ulicami miasta[45];
- Działalność Fundacja Javani w Archidiecezji Poznańskiej pomagającej nastoletnim rodzicom[46][47][48];
- Działalność Polskiego Stowarzyszenia Obrońców Życia Człowieka, które wydaje i rozprowadza materiały pro-life, organizuje sympozja i konferencje dotyczące obrony życia ludzkiego, a także wspiera finansowo matki samotnie wychowujące dzieci i rodziny wychowujące chore dzieci[49].

## Krytyka
Według organizacji Planned Parenthood wiele osób pro-life jest bardziej zainteresowanych życiem zarodka lub płodu niż życiem kobiet w nieplanowanej ciąży lub dobrobytem dzieci po ich narodzinach oraz w praktyce wiele osób określających się jako „pro-life” popiera karę śmierci i sprzeciwia się przepisom o ochronie praw dziecka.